# Jardim Botânico de Lyon

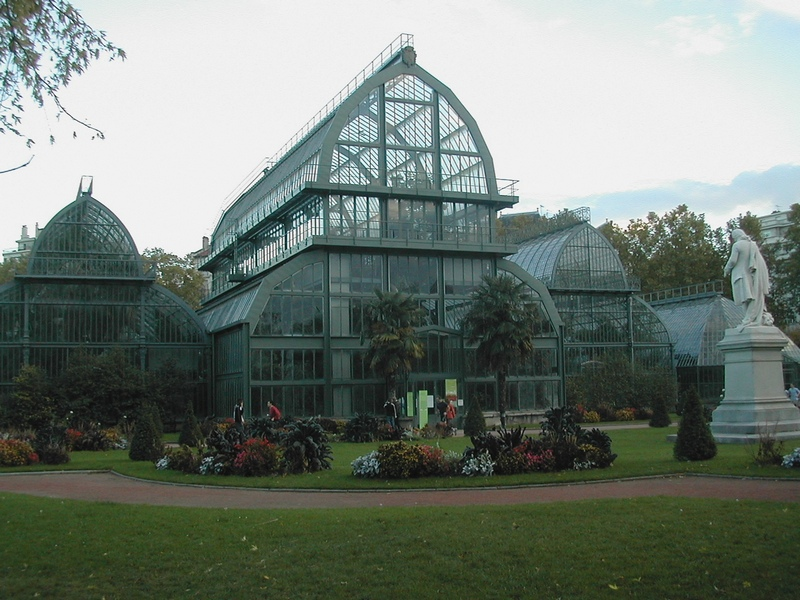
Estufa do Parque Tete d'Or, Lyon.

O  Jardim Botânico de Lyon  ( em  francês Jardín Botanique de Lyon ) está situado no chamado   Parc de la Tête d'Or , coração da cidade de Lyon, França, com 8 hectares de extensão, dos quais  6500 m² são estufas. Esta estufas albergam 15.000 espécies, muitas delas ameaçadas ou em fase de extinção.

## História
Em 1763,  o abade Rozier cria um jardim de plantas na colina de "Croix-Rousse". Em 1792, o jardim de plantas  sofre um impulso sob a iniciativa de Jean-Emmanuel Gilibert.
A história do jardim passa a se confundir  com  o Jardim Botânico de Lyon com a  aquisição pela cidade do "Parque de la Tête d'Or"  em  1856,  quando o prefeito da época era Claude-Marius Vaïsse. Foram necessários 5 anos de trabalho para arranjar este vasto terreno pantanoso de 117 hectares que pertencia aos Hospices Civils de Lyon. O planejamento foi confiado ao paisagista suíço Denis Bülher.
Quando pronto,  o jardim  de plantas foi transferido da colina  de Croix-Rousse para o novo local. Lá cresceu e expandiu  rapidamente,  principalmente quando da  implantação das estufas entre 1860 e 1880, que permitiram  adquirir grandes coleções de espécimes das floras tropicais e equatoriais.
Atualmente, o Jardim Botânico de Lyon é um dos mais ricos da Europa e o conjunto, formado pelo jardim inglês, jardim botânico e zoológico constituem o mais bonito parque urbano da França.
De acordo com a  Convenção sobre a  Biodiversidade ( Rio de Janeiro, 1992), conhecida como ECO-92, o Jardim Botânico de Lyon tem adotado uma política de intercâmbio de material vegetal com instituições científicas e hortícolas de todo o mundo, distribuindo sementes para fins de pesquisa.

## Coleções
O Jardim Botânico de Lyon alberga 28 coleções de plantas, entre elas:
| - Jardim Alpino - Estufa Victoria - Estufa de plantas carnívoras - Escola de Botânica - Rosarium histórico - Arbustos - Arboretum - Plantas do mediterrâneo | - Samambaias - Tanques - Jardim floral - Plantas de solo ácido - Paeonias - Bambus - Plantas ameaçadas de extinção |

## Equipamentos
- Herbário: Apresenta cerca de  150.000 espécimes recolhidos no mundo inteiro desde o século XVII. As coleções são formadas principalmente de fanerógamas e de pteridofitas, e igualmente de  musgos, de líquens, algas e fungos. As plantas procedem principalmente da região de Lyon, da Nova Caledônia e da Guiana francesa.

- Biblioteca: Foi  fundada em  1884, ou seja,  27 anos depois da transferência do parque de Croix –Rousse  para  Tête d’Or. Não é aberta ao público, porém, através de  solicitação, é possível ter acesso aos seus documentos e livros.